# Francine Blau

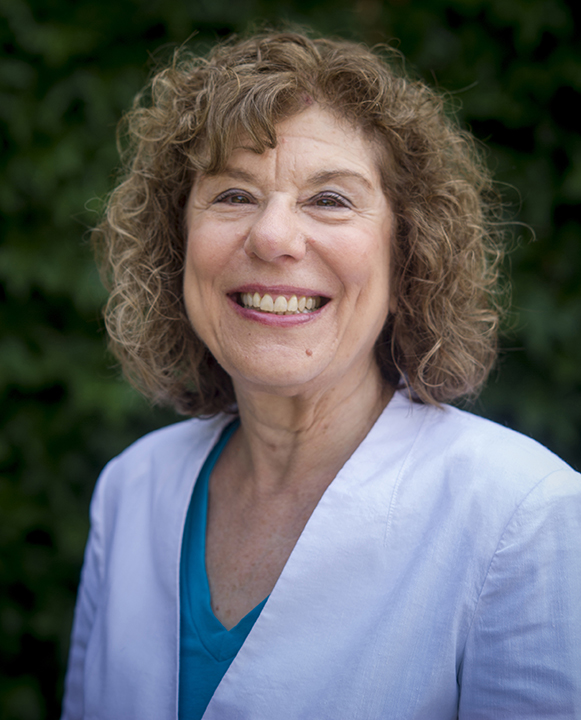
Francine Blau (2016)

Francine Dee Blau (* 29. August 1946 in New York City) ist eine US-amerikanische Wirtschaftswissenschaftlerin, die sich insbesondere auf dem Gebiet der Arbeitsökonomik hervorgetan hat.

## Werdegang, Forschung und Lehre
Blau studierte zunächst an der Cornell University, die sie 1966 mit dem akademischen Grad eines Bachelor of Science verließ. Sie wechselte an die Harvard University, wo sie 1969 als Master of Arts in Wirtschaftswissenschaft graduierte. 1975 schloss sie ihr Ph.D.-Studium an der Hochschule ab.
Ab 1975 war Blau an der University of Illinois at Urbana-Champaign tätig, zunächst als Assistant Professor und ab 1978 als Associate Professor. 1983 wurde sie an der Hochschule zur ordentlichen Professorin berufen. 1995 kehrte sie an die Cornell University zurück, wo sie eine Professur an der dortigen School of Industrial and Labor Relations erhielt. Dort war sie zudem bis 2001 Forschungsdirektorin und bis 2005 Direktorin am Institut für Arbeitsmarktpolitik. Zwischen 2011 und 2014 visitierte sie als Forschungsdozentin am Deutschen Institut für Wirtschaftsforschung in Berlin.
Blau war 1993 bis 1994 Vizepräsidentin der American Economic Association, bei der sie zudem zeitweise der Kommission zur Stellung der Frau in der wirtschaftswissenschaftlichen Berufen vorsaß. 2006 war sie Präsidentin der Society of Labor Economists. Sie gehörte der Redaktion des Journal of Labor Economics, dessen Chefredakteurin sie zeitweise war, des American Economic Review und des Journal of Labor Research an.
Blau wurde für ihre Arbeit mehrfach ausgezeichnet, unter anderem erhielt sie mit dem 2010 verliehenen IZA Prize in Labor Economics und dem 2017 verliehenen Jacob-Mincer-Preis zwei der renommiertesten Auszeichnungen im Bereich der Arbeitsökonomik. Sie ist seit 2003 Fellow der Society of Labor Economists sowie seit 2005 Fellow der American Academy of Political and Social Science. 2001 erhielt sie gemeinsam mit Marianne Ferber den Carolyn Shaw Bell Award.
Blaus Arbeitsschwerpunkt in der ökonomischen Analyse von Ungleichheit insbesondere zwischen den Geschlechtern auf dem Arbeitsmarkt, etwa dem Gender-Pay-Gap, von Affirmative Action und den Auswirkungen von Immigration.
Blau ist verheiratet mit dem Wirtschaftsprofessor Lawrence Kahn, der ebenfalls an der Cornell University forscht und lehrt und mit dem sie gemeinsam publizierte.